# Barbus
Barb eller Skäggkarp (Barbus) är ett släkte av fiskar som beskrevs av Cuvier och Cloquet, 1816. Barbus ingår i familjen karpfiskar.

## Skäggtöm och barber
Karpliknande (mindre) fiskar med två eller fyra skäggtömmar kallas (oavsett släktskap) ofta barber, särskilt de som säljs som akvariefiskar. Det inkluderar bland annat arter inom fiskfamiljen Cyprinidae (karpfiskar) – däribland släktet Barbus. Namngivningen kommer från latinets ord för skägg, barba.

## Bildgalleri

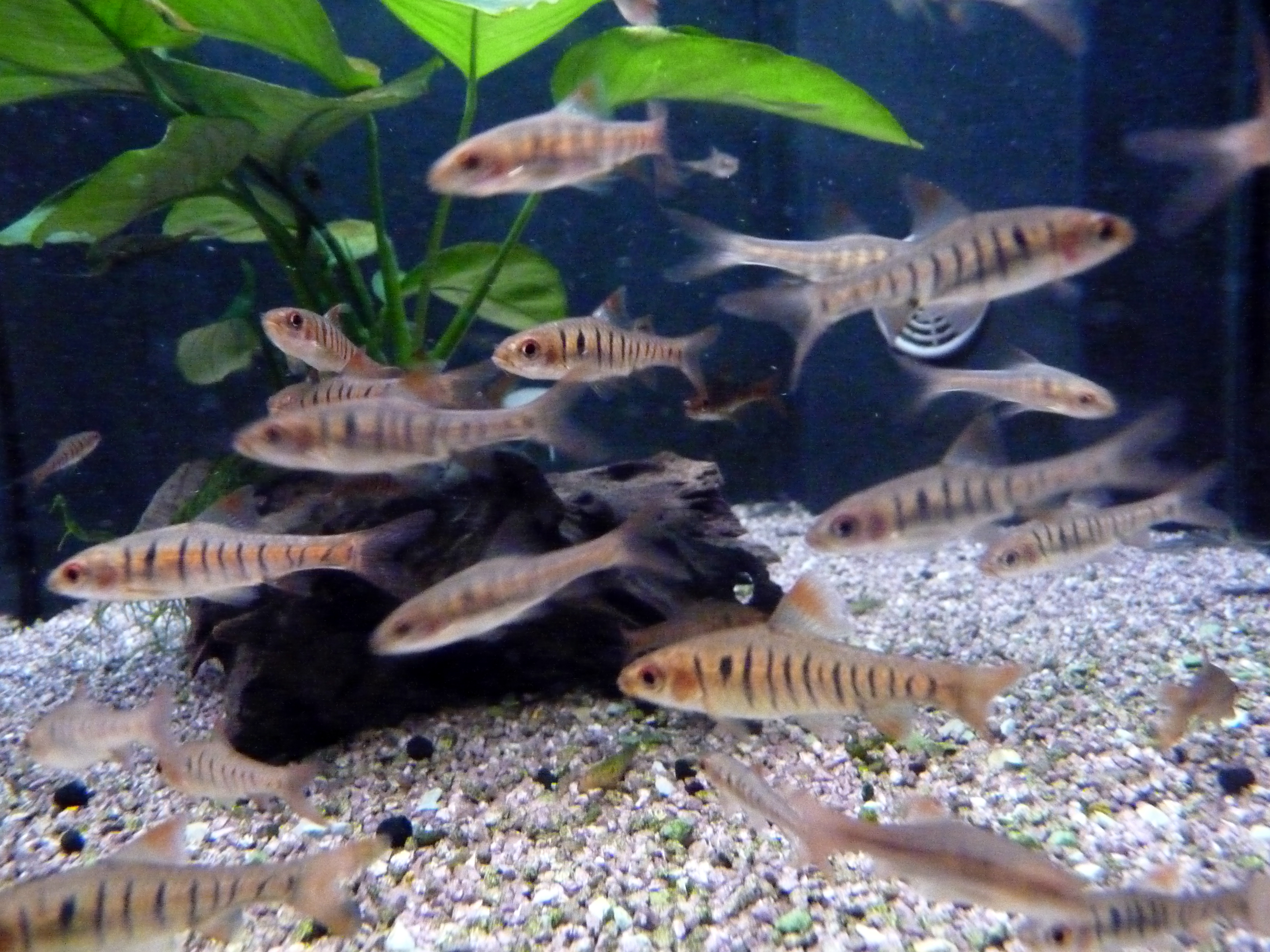
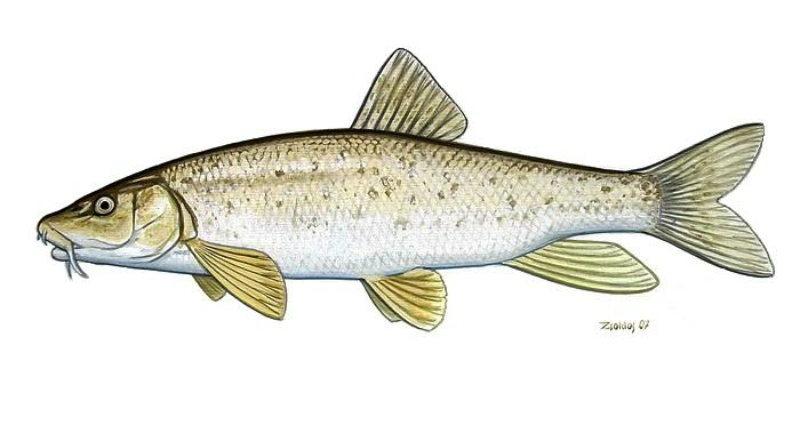
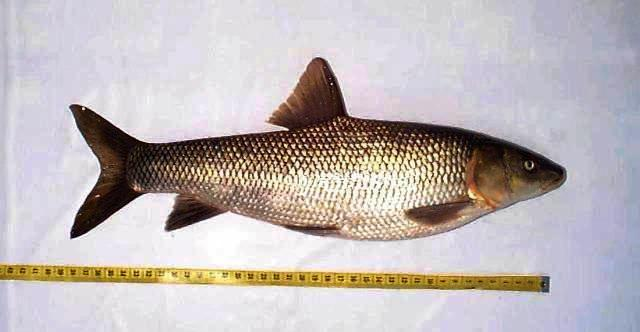
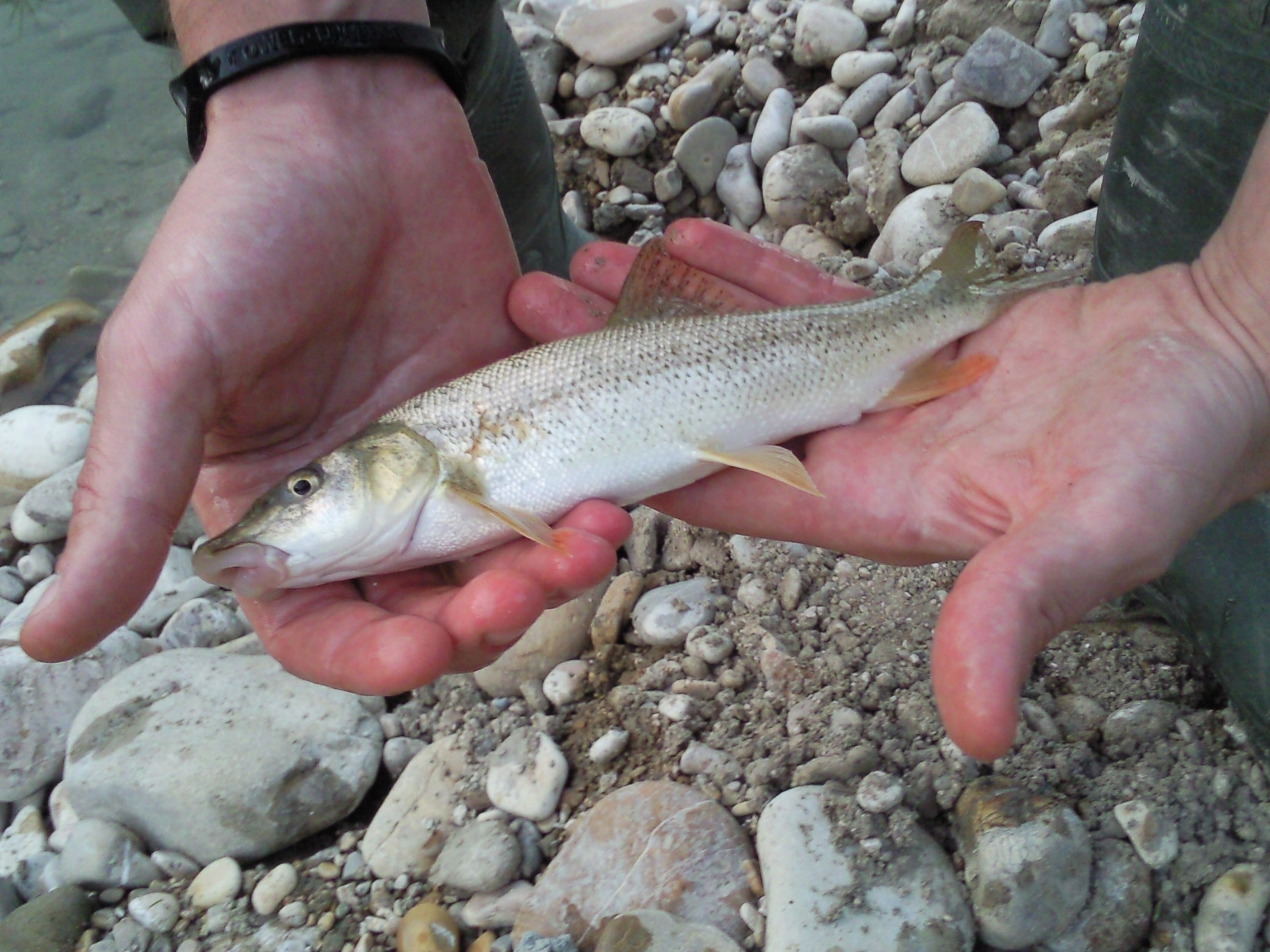
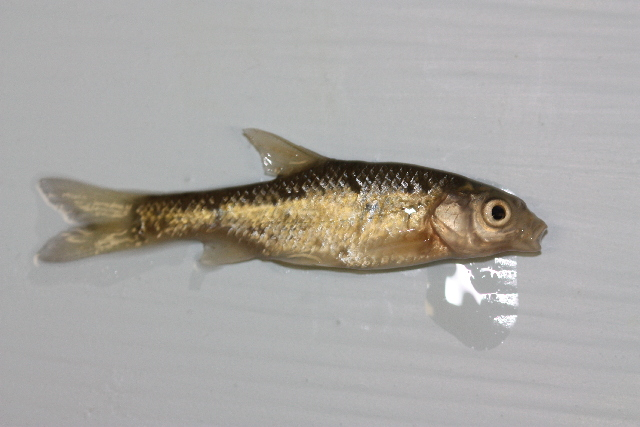
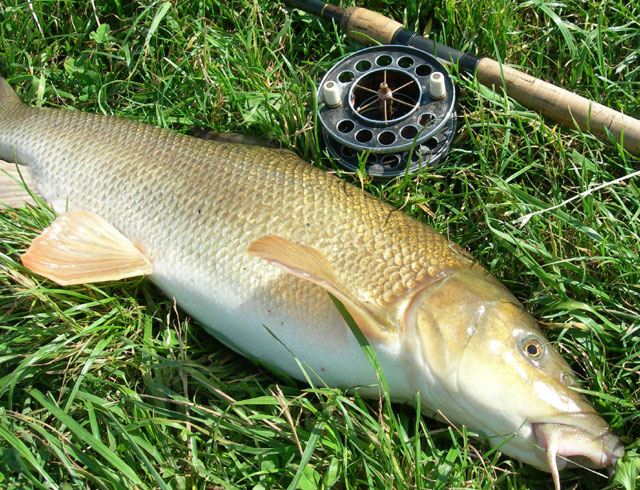

## Dottertaxa tillBarbus, i alfabetisk ordning[2][3]
- Barbus ablabes
- Barbus aboinensis
- Barbus acuticeps
- Barbus afrohamiltoni
- Barbus afrovernayi
- Barbus albanicus
- Barbus aliciae
- Barbus alluaudi
- Barbus aloyi
- Barbus altianalis
- Barbus altidorsalis
- Barbus amanpoae
- Barbus amatolicus
- Barbus andrewi
- Barbus anema
- Barbus annectens
- Barbus anniae
- Barbus anoplus
- Barbus ansorgii
- Barbus apleurogramma
- Barbus arabicus
- Barbus arambourgi
- Barbus arcislongae
- Barbus argenteus
- Barbus aspilus
- Barbus atakorensis
- Barbus atkinsoni
- Barbus atromaculatus
- Barbus bagbwensis
- Barbus balcanicus
- Barbus barbulus
- Barbus barbus
- Barbus barnardi
- Barbus barotseensis
- Barbus baudoni
- Barbus bawkuensis
- Barbus bergi
- Barbus bifrenatus
- Barbus bigornei
- Barbus boboi
- Barbus borysthenicus
- Barbus bourdariei
- Barbus brachygramma
- Barbus brazzai
- Barbus breviceps
- Barbus brevidorsalis
- Barbus brevilateralis
- Barbus brevipinnis
- Barbus brichardi
- Barbus bynni
- Barbus cadenati
- Barbus calidus
- Barbus callensis
- Barbus callipterus
- Barbus camptacanthus
- Barbus candens
- Barbus caninus
- Barbus carcharhinoides
- Barbus carens
- Barbus carottae
- Barbus carpathicus
- Barbus castrasibutum
- Barbus catenarius
- Barbus caudosignatus
- Barbus cercops
- Barbus chicapaensis
- Barbus chiumbeensis
- Barbus chlorotaenia
- Barbus choloensis
- Barbus ciscaucasicus
- Barbus citrinus
- Barbus claudinae
- Barbus clauseni
- Barbus collarti
- Barbus condei
- Barbus cyclolepis
- Barbus dartevellei
- Barbus deguidei
- Barbus deserti
- Barbus dialonensis
- Barbus diamouanganai
- Barbus ditinensis
- Barbus dorsolineatus
- Barbus eburneensis
- Barbus elephantis
- Barbus ensis
- Barbus ercisianus
- Barbus erubescens
- Barbus erythrozonus
- Barbus ethiopicus
- Barbus euboicus
- Barbus eurystomus
- Barbus eutaenia
- Barbus evansi
- Barbus fasciolatus
- Barbus fasolt
- Barbus foutensis
- Barbus fritschii
- Barbus gananensis
- Barbus gestetneri
- Barbus girardi
- Barbus goktschaicus
- Barbus greenwoodi
- Barbus gruveli
- Barbus grypus
- Barbus guildi
- Barbus guineensis
- Barbus guirali
- Barbus gulielmi
- Barbus gurneyi
- Barbus haasi
- Barbus haasianus
- Barbus harterti
- Barbus holotaenia
- Barbus hospes
- Barbus huguenyi
- Barbus huloti
- Barbus hulstaerti
- Barbus humeralis
- Barbus humilis
- Barbus humphri
- Barbus inaequalis
- Barbus innocens
- Barbus iturii
- Barbus jacksoni
- Barbus jae
- Barbus janssensi
- Barbus jubbi
- Barbus kamolondoensis
- Barbus kerstenii
- Barbus kessleri
- Barbus kissiensis
- Barbus kubanicus
- Barbus kuiluensis
- Barbus lacerta
- Barbus lagensis
- Barbus lamani
- Barbus laticeps
- Barbus lauzannei
- Barbus leonensis
- Barbus leptopogon
- Barbus liberiensis
- Barbus lineomaculatus
- Barbus longiceps
- Barbus longifilis
- Barbus lornae
- Barbus lorteti
- Barbus loveridgii
- Barbus luapulae
- Barbus lufukiensis
- Barbus luikae
- Barbus lujae
- Barbus lukindae
- Barbus lukusiensis
- Barbus luluae
- Barbus macedonicus
- Barbus machadoi
- Barbus macinensis
- Barbus macroceps
- Barbus macrolepis
- Barbus macrops
- Barbus macrotaenia
- Barbus magdalenae
- Barbus manicensis
- Barbus mariae
- Barbus marmoratus
- Barbus martorelli
- Barbus matthesi
- Barbus mattozi
- Barbus mawambi
- Barbus mawambiensis
- Barbus mediosquamatus
- Barbus melanotaenia
- Barbus meridionalis
- Barbus microbarbis
- Barbus microterolepis
- Barbus mimus
- Barbus miolepis
- Barbus mirabilis
- Barbus mocoensis
- Barbus mohasicus
- Barbus motebensis
- Barbus multilineatus
- Barbus musumbi
- Barbus myersi
- Barbus nanningsi
- Barbus nasus
- Barbus neefi
- Barbus neglectus
- Barbus neumayeri
- Barbus nigeriensis
- Barbus nigrifilis
- Barbus nigroluteus
- Barbus niluferensis
- Barbus niokoloensis
- Barbus nounensis
- Barbus nyanzae
- Barbus okae
- Barbus oligogrammus
- Barbus oligolepis
- Barbus olivaceus
- Barbus owenae
- Barbus oxyrhynchus
- Barbus pagenstecheri
- Barbus pallidus
- Barbus paludinosus
- Barbus papilio
- Barbus parablabes
- Barbus parajae
- Barbus parawaldroni
- Barbus paucisquamatus
- Barbus pellegrini
- Barbus peloponnesius
- Barbus pergamonensis
- Barbus perince
- Barbus petchkovskyi
- Barbus petenyi
- Barbus petitjeani
- Barbus platyrhinus
- Barbus plebejus
- Barbus pleurogramma
- Barbus pobeguini
- Barbus poechii
- Barbus prespensis
- Barbus prionacanthus
- Barbus profundus
- Barbus pseudotoppini
- Barbus pumilus
- Barbus punctitaeniatus
- Barbus pygmaeus
- Barbus quadrilineatus
- Barbus quadripunctatus
- Barbus radiatus
- Barbus raimbaulti
- Barbus rebeli
- Barbus reinii
- Barbus rhinophorus
- Barbus rohani
- Barbus rosae
- Barbus roussellei
- Barbus rouxi
- Barbus ruasae
- Barbus rubrostigma
- Barbus sacratus
- Barbus salessei
- Barbus sensitivus
- Barbus serengetiensis
- Barbus serra
- Barbus sexradiatus
- Barbus seymouri
- Barbus somereni
- Barbus sperchiensis
- Barbus stanleyi
- Barbus stappersii
- Barbus stauchi
- Barbus stigmasemion
- Barbus stigmatopygus
- Barbus strumicae
- Barbus subinensis
- Barbus sublimus
- Barbus sublineatus
- Barbus subquincunciatus
- Barbus sylvaticus
- Barbus syntrechalepis
- Barbus taeniopleura
- Barbus taeniurus
- Barbus tanapelagius
- Barbus tangandensis
- Barbus tauricus
- Barbus tegulifer
- Barbus tetraspilus
- Barbus tetrastigma
- Barbus thamalakanensis
- Barbus thessalus
- Barbus thysi
- Barbus tiekoroi
- Barbus tomiensis
- Barbus tongaensis
- Barbus toppini
- Barbus trachypterus
- Barbus traorei
- Barbus treurensis
- Barbus trevelyani
- Barbus trimaculatus
- Barbus trinotatus
- Barbus trispiloides
- Barbus trispilomimus
- Barbus trispilopleura
- Barbus trispilos
- Barbus tropidolepis
- Barbus turkanae
- Barbus tyberinus
- Barbus unitaeniatus
- Barbus urostigma
- Barbus urotaenia
- Barbus usambarae
- Barbus waleckii
- Barbus walkeri
- Barbus vanderysti
- Barbus wellmani
- Barbus venustus
- Barbus viktorianus
- Barbus viviparus
- Barbus wurtzi
- Barbus yeiensis
- Barbus yongei
- Barbus zalbiensis
- Barbus zanzibaricus